# Avima
Avima – rodzaj kosarzy z podrzędu Laniatores i rodziny Agoristenidae. Największy pod względem ilości gatunków w swojej rodzinie.

## Występowanie
Przedstawiciele rodzaju występują w północnej części Ameryki Południowej, od Trynidadu i Peru na zachodzie, po Brazylię i Surinam na zachodzie.

## Systematyka
Wiele gatunków zostało tu przeniesionych z rodzaju Vima (obecnie takson monotypowy) w 1996 roku przez Pinto-da-Rocha. Obecnie do rodzaju Trinella zalicza się 30 gatunków:

- Avima albidecorata (Silhavy, 1979)
- Avima albimaculata (González-Sponga, 1998)
- Avima albiornata (Goodnight & Goodnight, 1947)
- Avima anitas Porto & Colmenares, 2014
- Avima azulitai (Rambla, 1978)
- Avima bicoloripes Roewer, 1949
- Avima bordoni (Muñoz-Cuevas, 1975)
- Avima bubonica (González-Sponga, 1987)
- Avima chapmani (Rambla, 1978)
- Avima checkeleyi (Rambla, 1978)
- Avima chiguaraensis (González-Sponga, 1987)
- Avima falconensis (González-Sponga, 1987)
- Avima flavomaculata (González-Sponga, 1987)
- Avima glabrata (González-Sponga, 1998)
- Avima granulosa (González-Sponga, 1998)
- Avima intermedia Goodnight & Goodnight, 1947
- Avima matintaperera (Pinto-da-Rocha, 1996)
- Avima naranjoi (Soares & Avram, 1981)
- Avima octomaculata (Roewer, 1963)
- Avima olmosa Roewer, 1956
- Avima palpogranulosa (González-Sponga, 1981)
- Avima quadrata (González-Sponga, 1987)
- Avima scabra (Roewer, 1963)
- Avima severa (Soares & Avram, 1981)
- Avima soaresorum Pinto-da-Rocha, 1996
- Avima subparamera (González-Sponga, 1987)
- Avima troglobia (Pinto-da-Rocha, 1996)
- Avima tuttifrutti García & Pastrana-Montiel, 2021
- Avima venezuelica Soares & Avram, 1981
- Avima wayuunaiki García, González Vargas & Gutiérrez Estrada, 2022